# Kazimierz Pawełek
Kazimierz Pawełek (ur. 21 lutego 1936 w Bochni, zm. 3 grudnia 2017) – polski dziennikarz, autor tekstów kabaretowych, polityk, senator V kadencji.

## Życiorys
Studiował na Wydziale Handlu Zagranicznego Szkoły Głównej Służby Zagranicznej (wydział przeniesiony później do Szkoły Głównej Planowania i Statystyki). Ukończył także kurs dziennikarski, po którym od 1953 pracował w krakowskim „Dzienniku Polskim”. W czasie studiów współpracował z kilkoma pismami warszawskimi (m.in. „Szpilkami”), a także z „Echem Krakowa” i katowickim „Sportem”. Od 1960 mieszkał w Lublinie. Pracował w Lubelskim Przedsiębiorstwie Budownictwa Ogólnego oraz Lubelskim Przedsiębiorstwie Instalacji Sanitarnych.
Powrócił do pracy w dziennikarstwie w 1971 jako redaktor dwutygodnika „Głos Budowlanych” (później sekretarz redakcji w tym piśmie). Współpracował z radiem jako jeden z autorów cyklu programów satyrycznych Dobry Wieczór. Był autorem wielu programów dla lubelskiego kabaretu „Czart” i innych zespołów (m.in. „Pod Egidą”), a także tekstów (m.in. piosenek) na potrzeby radia i telewizji. W latach 1977–1978 był kierownikiem literackim kabaretu Warszawskiego Okręgu Wojskowego „Desant” oraz kierował kabaretem „Korkociąg”, działającym przy Wyższej Oficerskiej Szkole Lotnictwa w Dęblinie. W latach 1983–2001 był związany z „Kurierem Lubelskim”, początkowo jako reporter i felietonista, następnie zastępca sekretarza i sekretarz redakcji, zastępca redaktora naczelnego, od 1992 (po sprywatyzowaniu gazety) redaktor naczelny. Wydał m.in. tomik satyr Jestem za, a nawet przeciw (1992), był autorem lubelskich Szopek noworocznych (wydawanych w broszurach od 1990).
W latach 2001–2005 zasiadał w Senacie. Został wybrany w okręgu lubelskim z ramienia Koalicyjnego Komitetu Wyborczego Sojuszu Lewicy Demokratycznej-Unii Pracy (jako bezpartyjny kandydat z rekomendacji SLD). Był członkiem Komisji Emigracji i Polaków za Granicą oraz Komisji Kultury i Środków Przekazu. W 2005 i 2007 bez powodzenia kandydował w wyborach parlamentarnych.
Należał do Stowarzyszenia Dziennikarzy Rzeczypospolitej Polskiej oraz Stowarzyszenia Autorów ZAiKS. Został odznaczony m.in. Srebrnym Krzyżem Zasługi i Krzyżem Kawalerskim Orderu Odrodzenia Polski. Był żonaty, miał dwoje dzieci.
Pochowany na cmentarzu przy ul. Lipowej w Lublinie.